# Домброва (Вонґровецький повіт)
Домброва (пол. Dąbrowa) — село в Польщі, у гміні Дамаславек Вонґровецького повіту Великопольського воєводства.
Населення — 356 осіб (2011).
У 1975-1998 роках село належало до Пільського воєводства.

## Демографія
Демографічна структура станом на 31 березня 2011 року:
|          | Загалом | Допрацездатний вік | Працездатний вік | Постпрацездатний вік |
| -------- | ------- | ------------------ | ---------------- | -------------------- |
| Чоловіки | 168     | 38                 | 112              | 18                   |
| Жінки    | 188     | 42                 | 105              | 41                   |
| Разом    | 356     | 80                 | 217              | 59                   |